# Largeur.com
Largeur, también Largeur.com, es una revista digital abierta editada por la agencia de medios suiza LargeNetwork. 

## Historia
Pierre Grosjean y Gabriel Sigrist, dos periodistas suizos, pusieron en marcha la revista Largeur el 19 de abril de 1999. Su intención fue crear una revista en línea que publicara diariamente investigaciones, columnas y reportajes. Organizados en cinco áreas (Glocal, Kapital, Pop Culture, Technophile y Latitudes), los artículos se centran en nuevas tendencias, puntos de vista originales e información exclusiva  La revista Largeur.com pronto se expandió hasta convertirse en una agencia de medios que produce contenido original para publicaciones de medios suizos y revistas, libros y otros productos (impresos y online) para empresas y otras instituciones. En julio de 2009, estas actividades se agruparon en una nueva entidad, LargeNetwork.  La revista en línea conservó su nombre original.
Grosjean y Sigrist participaron anteriormente en la creación del diario Le Temps y ambos trabajaron para Le Nouveau Quotidien.